# Microcitosi
La microcitosi (dal greco "cellule piccole"), o microcitemia ("cellule piccole nel sangue"), è una riduzione anomala del volume medio dei globuli rossi, rilevabile solo tramite esami di laboratorio quali ad esempio l'emocromo. I globuli rossi di anomalo volume ridotto si chiamano microciti.
È la condizione di portatore sano di talassemia.
Può essere un sintomo di beta-talassemia in forma eterozigote.